# Deividas Šemberas
Deividas Šemberas (Vilnius, 2 agosto 1978) è un ex calciatore lituano, di ruolo difensore.

## Carriera

### Club
Ha giocato nella prima divisione lituana ed in quella russa.

### Nazionale
Tra il 1996 ed il 2013 ha giocato complessivamente 82 partite nella nazionale lituana.

## Palmarès

### Club

#### Competizioni nazionali
- Campionato russo: 3

CSKA Mosca: 2003, 2005, 2006
- Supercoppa di Russia: 4

CSKA Mosca: 2004, 2006, 2007, 2009
- Coppa di Russia: 6

CSKA Mosca: 2001-2002, 2004-2005, 2005-2006, 2007-2008, 2008-2009, 2010-2011
- Campionato lituano: 2

Žalgiris: 2013, 2015
- Coppa di Lituania: 2

Žalgiris: 2013-2014, 2014-2015
- Supercoppa di Lituania: 2

Žalgiris: 2014, 2015

#### Competizioni internazionali
- Coppa UEFA: 1

CSKA Mosca: 2004-2005

### Individuale
- Calciatore lituano dell'anno: 1

2005